# Heike Eder
Heike Eder (* 30. Mai 1988 in Feldkirch als Heike Türtscher) ist eine ehemalige österreichische Behindertensportlerin im Bereich Ski Alpin und Politikerin (ÖVP). Eder ist seit November 2019 aus dem Bundesland Vorarlberg entsandtes Mitglied des österreichischen Bundesrats. Bei der Nationalratswahl 2024 wurde sie im Landeswahlkreis Vorarlberg als Abgeordnete zum österreichischen Nationalrat gewählt.

## Sportliche Karriere
Heike Türtscher, wie sie damals hieß, wuchs in Vorarlberg in Batschuns auf, fand als Fünfjährige den Weg zum Skisport, war bereits in ihrer Jugend als VSV-Nachwuchsläuferin (Vorarlberger Ski Verein) im Skirennsport aktiv und besuchte nach Abschluss der Hauptschule Muntlix in Tirol das Skigymnasium Stams. Im letzten Schuljahr, als 18-Jährige, erlitt sie im November 2006 bei einem Trainingssturz eine Wirbelsäulenverletzung und ist seither querschnittgelähmt.
Das Monoskifahren lernte sie dann gleich in der Saison nach dem Unfall. Seit 2014/2015 bestritt sie Rennen als Behindertensportlerin (Monoskibob) und wurde in den Kader des Österreichischen Skiverbandes (ÖSV) aufgenommen.
Bei den Para-Weltcuprennen in Kühtai vom 19. bis 22. Dezember 2017 qualifizierte sie sich mit dem sechsten Rang im Riesentorlauf und vierten Rang im Slalom der LW-12-Klasse für die Paralympics 2018.

Am 18. März 2018 bei den Winter-Paralympics im südkoreanischen Pyeongchang gewann Eder mit Bronze im Slalom sitzend die siebente Medaille für das österreichische Team.
Im Juni 2019 wurde sie vom ÖSV verabschiedet.

### Sportliche Erfolge
- Winter-Paralympics 2018 Bronze: Slalom sitzend

## Politischer Werdegang
Im Oktober 2019 wurde Heike Eder von der Vorarlberger Volkspartei als Nachfolgerin von Martina Ess als vom Vorarlberger Landtag entsandtes Mitglied des österreichischen Bundesrats vorgestellt.
Bei der Nationalratswahl 2024 kandidierte Heike Eder auf dem zweiten Platz der ÖVP-Landesliste sowie auf dem ersten Listenplatz der ÖVP im Regionalwahlkreis Vorarlberg Süd. Die ÖVP konnte bei der Wahl am 29. September 2024 im Regionalwahlkreis Vorarlberg Süd ein Grundmandat erreichen, welches Heike Eder als Listenerster der Regionalparteiliste zufiel. Sie ist daher im Nationalrat der XXVIII. Gesetzgebungsperiode neben Norbert Sieber eine von zwei ÖVP-Mandataren aus Vorarlberg und damit indirekte Nachfolgerin von Karlheinz Kopf. Im Bundesrat rückte für sie Christoph Thoma nach.

## Privatleben
Heike Eder arbeitet seit 2013 bei der Arbeiterkammer Vorarlberg und ist dort heute als Personalchefin tätig. Sie ist seit Juni 2017 mit Armin Eder verheiratet, lebt in Götzis und wird trainiert von Eric Digruber (Nationalteam), Robert Meusburger sowie dem Monoski-Weltmeister Philipp Bonadimann (Ski for Life).